# Bernardo De Canal
Bernardo De Canal (né le 4 août 1824 à Venise dans la paroisse de Saint-Marc, décédé le 7 décembre 1852 à Belfiore proche de Mantoue) est un patriote italien et un des martyrs de Belfiore.

## Biographie

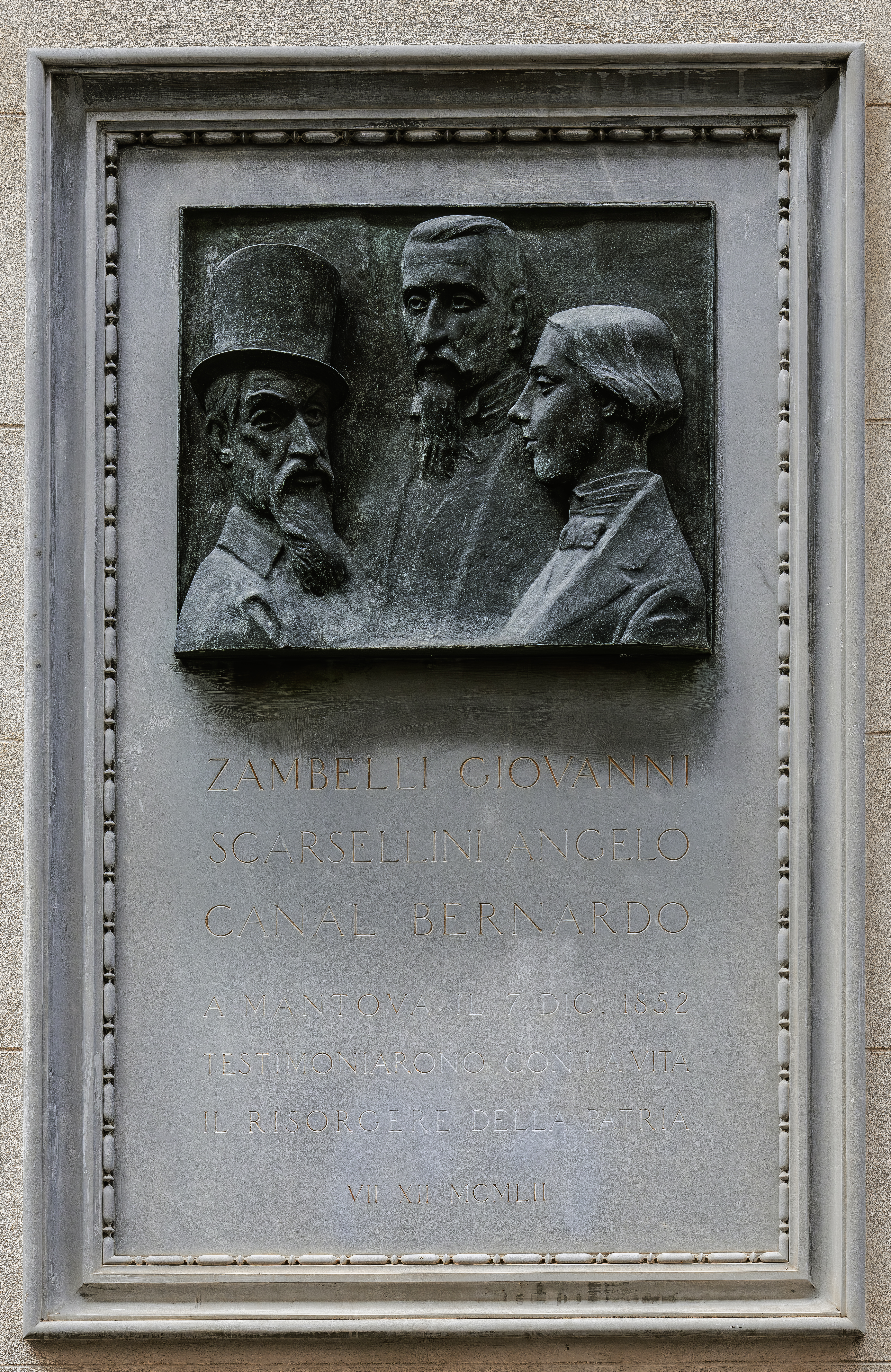
Monument à la mémoire de Giovanni Zambelli, Angelo Scarsellini et Bernardo Canal - Calle larga de l'Ascension à Venise

Bernardo est issu d'une noble et illustre famille vénitienne. Il est le fils du noble Giacomo et de sa légitime épouse Maria Battistella qui meurt de chagrin peu de temps après la pendaison de son fils.
Au cours de son enfance, il perd l'usage de son œil droit à cause d'une maladie.
Il est diplômé de l’Université de Padoue en droit et en politique. Il reçoit son doctorat peu de temps avant le début de la République de Saint-Marc de 1848, durant laquelle il est journaliste et écrivain pour l’Ufficiale Commissariale nell'Armata Venata.
Bernardo écrit à son père à Martini, il est arrêté dans la nuit du 28 juin 1852 et ne revient pas.
Pendant la Révolution, il tient la rédaction d'un petit journal qui est l'un des plus virulents que l'on voit paraître en cette turbulente Venise. Anti-religieux, fanatique, « vrai démagogue », il abuse de son talent d'orateur contre la légitimité du régime autrichien.
Bernardo De Canal est condamné le 4 décembre 1852 et pendu le 7 décembre 1852.
Son nom a été donné à l'École Primaire "Bernardo Canal" de Venise.

## Sources
- (it) Timoleoni Vedovi, Cenni biografici dei martiri di Belfiore et di S. Giorgi, V. Guastalla, 1872, 231 p. (lire en ligne)
- (it) Luigi Martini, Il confortatorio di Mantova negli anni 1851, 52, 53 e 55, vol. I, Mantoue, Tipografia Bortolo Balbiani, 1870, 2e éd., 336 p. (lire en ligne)
- (it) Costantino Cipolla, Belfiore : Costituti documenti tradotti dal tedesco ed altri materiali inediti del processo ai Comitati insurrezionali del Lombardo-Veneto (1852-1853), t. II, Milan, FrancoAngelo, 2006, 865 p. (lire en ligne)

### Articlles connexes
- Risorgimento